# 雅齊峰
46°01′53″N 8°00′43″E / 46.03139°N 8.01194°E
雅齊峰（義大利語：Jazzihorn），是歐洲的山峰，位於意大利和瑞士接壤的邊境，屬於本寧阿爾卑斯山脈的一部分，海拔高度3,227米，每年平均降雨量1,548毫米。

## 外部連結
- Jazzihorn on Hikr （页面存档备份，存于）